# Hyalurgus abdominalis
Hyalurgus abdominalis är en tvåvingeart som först beskrevs av Matsumura 1911.  Hyalurgus abdominalis ingår i släktet Hyalurgus och familjen parasitflugor. Inga underarter finns listade i Catalogue of Life.